# 南川西路街道
南川西路街道，是中华人民共和国青海省西宁市城中区下辖的一个乡镇级行政单位。

## 行政区划
南川西路街道下辖以下地区：
福禄巷北社区、西台社区、东台社区、福禄巷南社区、香格里拉社区、沈家寨村、红星村、新青村、园树村和贾小村。